# Sindaci di Turi
Giuseppe De Tomaso è il 63° sindaco del comune di Turi. Di seguito l'elenco dei sindaci di Turi.

## Regno di Napoli
| Sindaco            | Periodo | Periodo |
| ------------------ | ------- | ------- |
| Raffaello Gonnelli | 1807    | 1808    |
| Giuseppe Cistulli  | 1809    | 1810    |
| Giovanni Lomastro  | 1811    | 1811    |
| Paolo Caracciolo   | 1812    | 1812    |
| Giuseppe Lozzo     | 1813    | 1814    |

## Regno delle Due Sicilie
| Sindaco             | Periodo | Periodo |
| ------------------- | ------- | ------- |
| Stefano D'Eramo     | 1815    | 1818    |
| Vitantonio Giannini | 1819    | 1821    |
| Domenico Aceto      | 1822    | 1824    |
| Vitantonio Giannini | 1825    | 1829    |
| Domenico Aceto      | 1829    | 1831    |
| Domenico Menelao    | 1831    | 1836    |
| Vitantonio Giannini | 1837    | 1839    |
| Francesco Foliù     | 1840    | 1842    |
| Vincenzo Orlandi    | 1843    | 1846    |
| Domenico Aceto      | 1846    | 1848    |
| Vincenzo Orlandi    | 1848    | 1850    |
| Domenico Aceto      | 1850    | 1851    |
| Beniamino Aceto     | 1852    | 1853    |
| Cesare Giammaria    | 1858    | 1861    |

## Regno d'Italia

### Sindaci
| Sindaco               | Periodo | Periodo |
| --------------------- | ------- | ------- |
| Michele Caracciolo    | 1861    | 1865    |
| Antonio Orlandi       | 1867    | 1867    |
| Vito Gonnelli         | 1868    | 1874    |
| Enrico Aceto          | 1874    | 1882    |
| Alfredo Franchini     | 1882    | 1883    |
| Domenico Aceto        | 1883    | 1884    |
| Oronzo Giannini       | 1884    | 1888    |
| Nicola Orlandi        | 1889    | 1889    |
| Alfredo Franchini     | 1889    | 1894    |
| Oronzo Giannini       | 1894    | 1896    |
| Nicola Giammaria      | 1896    | 1897    |
| Vincenzo Iacobellis   | 1897    | 1899    |
| Nicola Colapinto      | 1899    | 1903    |
| Giangiuseppe Elefante | 1903    | 1905    |
| Rodrigo Aceto         | 1905    | 1907    |
| Giangiuseppe Elefante | 1907    | 1913    |
| Giuseppe Aceto        | 1913    | 1914    |
| Giovanni Cozzolongo   | 1914    | 1915    |
| Raffaele Orlandi      | 1915    | 1926    |

### Podestà
| Podestà                                     | Periodo | Periodo |
| ------------------------------------------- | ------- | ------- |
| Francesco Buono (Commissario prefettizio)   | 1927    | 1928    |
| Beniamino Orlandi                           | 1928    | 1932    |
| Guglielmo Cisternino                        | 1932    | 1934    |
| Giuseppe Colapinto                          | 1934    | 1938    |
| Pasquale Annoscia (Commissario prefettizio) | 1938    | 1938    |
| Domenico Maria Elefante                     | 1938    | 1943    |

### Sindaci
| Sindaco     | Periodo | Periodo |
| ----------- | ------- | ------- |
| Paolo Aceto | 1944    | 1946    |

## Repubblica Italiana
| Sindaco                 | Periodo          | Periodo          | Partito                 |
| ----------------------- | ---------------- | ---------------- | ----------------------- |
| Beniamino Aceto         | 1946             | 1952             |                         |
| Giuseppe Resta          | 1952             | 1956             |                         |
| Domenico Maria Elefante | 1956             | 1957             |                         |
| Roffredo Monizza        | 1957             | 1959             | Commissario prefettizio |
| Domenico Maria Elefante | 1959             | 1963             |                         |
| Vito Donato Valentini   | 1963             | 1970             |                         |
| Matteo Pugliese         | 1970             | 1973             |                         |
| Giosuè Calisi           | 1973             | 1978             |                         |
| Vitangelo Susca         | 1978             | 1980             |                         |
| Vito Donato Valentini   | 1980             | 1983             |                         |
| Domenico Aceto          | 1983             | 1984             |                         |
| Fulvia Ferrero          | 1984             | 1985             | Commissario prefettizio |
| Vito Donato Valentini   | 1985             | 1985             |                         |
| Vito Leonardo Spada     | 1985             | 1988             |                         |
| Antonio Tenace          | 1988             | 1989             | Commissario prefettizio |
| Onofrio Resta           | 22 febbraio 1989 | 16 febbraio 1992 | Democrazia Cristiana    |
| Vito Donato Valentini   | 16 febbraio 1992 | 23 novembre 1993 | Democrazia Cristiana    |

| Sindaci dal 1993 | Sindaci dal 1993         | Sindaci dal 1993 | Sindaci dal 1993                                           | Sindaci dal 1993                                           | Sindaci dal 1993                                           | Sindaci dal 1993 | Sindaci dal 1993 | Sindaci dal 1993 |
| Nominativo       | Nominativo               | Partito          | Partito                                                    | Partito                                                    | Partito                                                    | Mandato          | Mandato          |                  |
| Nominativo       | Nominativo               | Partito          | Partito                                                    | Partito                                                    | Partito                                                    | Inizio           | Fine             |                  |
| ---------------- | ------------------------ | ---------------- | ---------------------------------------------------------- | ---------------------------------------------------------- | ---------------------------------------------------------- | ---------------- | ---------------- | ---------------- |
|                  | Domenico Coppi           |                  | Lista civica                                               | Lista civica                                               | Lista civica                                               | 23 novembre 1993 | 17 novembre 1997 |                  |
|                  | Michelina Stefanachi     |                  | Lista civica di centro-destra                              | Lista civica di centro-destra                              | Lista civica di centro-destra                              | 17 novembre 1997 | 28 marzo 2002    |                  |
|                  | Mariannina Milano        |                  | Commissario prefettizio                                    | Commissario prefettizio                                    | Commissario prefettizio                                    | 28 marzo 2002    | 28 maggio 2002   |                  |
|                  | Vito Nicola De Grisantis |                  | L'Ulivo                                                    | L'Ulivo                                                    | L'Ulivo                                                    | 28 maggio 2002   | 29 maggio 2007   |                  |
|                  | Vincenzo Gigantelli      |                  | Lista civica di centro-destra                              | Lista civica di centro-destra                              | Lista civica di centro-destra                              | 29 maggio 2007   | 8 maggio 2012    |                  |
|                  | Onofrio Resta            |                  | Lista civica di centro-destra: "LeAli per Turi"            | Lista civica di centro-destra: "LeAli per Turi"            | Lista civica di centro-destra: "LeAli per Turi"            | 8 maggio 2012    | 4 novembre 2013  |                  |
|                  | Rossana Riflesso         |                  | Commissario prefettizio                                    | Commissario prefettizio                                    | Commissario prefettizio                                    | 4 novembre 2013  | 28 maggio 2014   |                  |
|                  | Domenico Coppi           |                  | Lista civica di centro-sinistra: "Impegno Comune per Turi" | Lista civica di centro-sinistra: "Impegno Comune per Turi" | Lista civica di centro-sinistra: "Impegno Comune per Turi" | 28 maggio 2014   | 3 aprile 2018    |                  |
|                  | Andrea Cantadori         |                  | Commissario prefettizio                                    | Commissario prefettizio                                    | Commissario prefettizio                                    | 3 aprile 2018    | 29 maggio 2019   |                  |
|                  | Ippolita Resta           |                  | Lista civica di centro-destra: "TuRinasce"                 | Lista civica di centro-destra: "TuRinasce"                 | Lista civica di centro-destra: "TuRinasce"                 | 29 maggio 2019   | 12 giugno 2024   |                  |
|                  | Giuseppe De Tomaso       |                  | Lista civica: "Turi Volta Pagina"                          | Lista civica: "Turi Volta Pagina"                          | Lista civica: "Turi Volta Pagina"                          | 12 giugno 2024   | in carica        |                  |

## Fonti
Elenco dei sindaci di Turi, esposto in una delle sale del primo piano del Comune (antistante la sala consiliare)